# Copris frankenbergerianus
Copris frankenbergerianus là một loài bọ cánh cứng trong họ Bọ hung (Scarabaeidae).